# Estação de Meiser

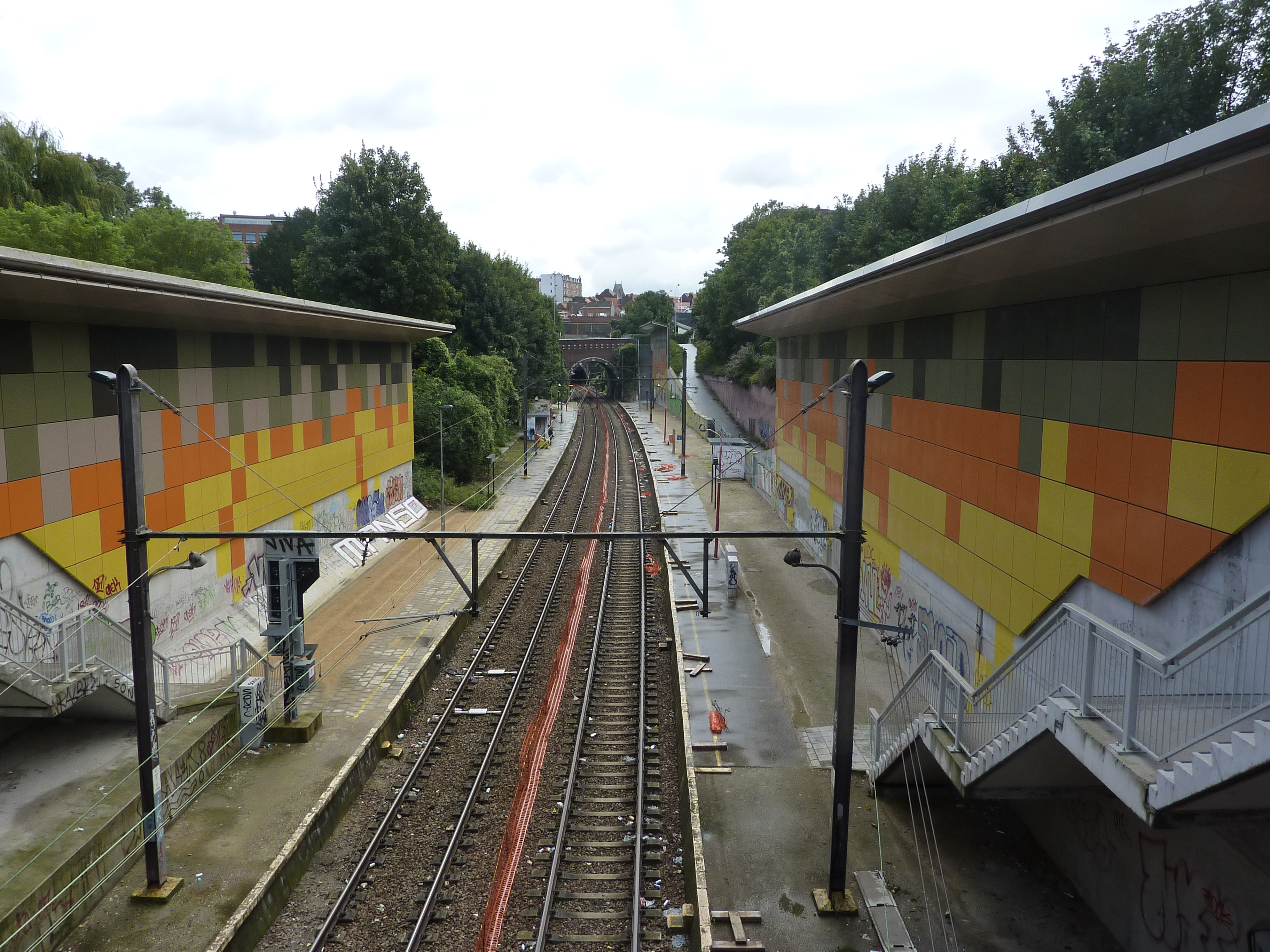
Estação de Meiser

A estação de Meiser é uma estação ferroviária da cidade belga de Bruxelas (Schaerbeek) que abriu em setembro de 1976. A linha 26 passa por esta estação.
No âmbito do RER Bruxelas, uma ligação entre a linha 26 e linha 161 está sendo construído através do túnel Schuman-Josaphat.